# Doug Pray
Doug Pray en un director de documentales, editor y director de fotografía estadounidense.

## Biografía
Doug Pray nació en Denver, Colorado, aunque creció en Madison, Wisconsin, se graduó en sociología en el Colorado College, y realizó un Máster en Bellas Artes en la Escuela de cine y televisión de la Universidad de California en Los Ángeles. Debutó en la dirección en 1996 con el documental Hype! que se centra en analizar la explosión Grunge de principios de los años 90 en Seattle. Ganó el premio a mejor documental en el Festival Internacional de Cine de Seattle, tuvo una nominación en los Premios Satellite y otra en el Festival de Cine de Sundance. En 2001 rodó Scratch, un documental sobre el turntablism y la cultura DJ. Surfwise de 2008, premiado en el Festival Internacional de Cine de Toronto, es un documental que profundiza en la historia de Doc Paskowitz, pionero de un modo de vida nómada ligado a la práctica del surf, quien en 1972 inició junto a su esposa y sus nueve hijos un viaje sin rumbo fijo que se prolongó 25 años. Con Art & Copy, un documental sobre el sector publicitario en los Estados Unidos, presentado en el Festival de Cine de Sundance, Pray consiguió un Premio Emmy.
Además de sus documentales, Doug Pray ha dirigido una serie de comerciales de no ficción y comisionado cortometrajes. En 2006, fue galardonado con un Emmy por una campaña de sensibilización sobre el VIH-SIDA. 
Pray reside en la ciudad de Los Ángeles y es miembro del Sindicato de Directores de Estados Unidos  y de la Academia de Artes y Ciencias Cinematográficas.

## Filmografía (como director)
- Hype! (1996)
- Scratch (2001)
- Sundance 20 (2002)
- Veer (2004)
- Red Diaper Baby (2004)
- Infamy (2005)
- Big Rig (2008)
- Surfwise (2008)
- Art & Copy (2009)
- Levitated Mass (2013)